# ديان لوكيتش
ديان لوكيتش هو لاعب كرة قدم صربي في مركز الهجوم، ولد في 28 سبتمبر 1965 في بلغراد في صربيا. لعب مع بودوتشنوست بودغوريتسا ورادنيتشكي نيش ولوكيرين أوست فلانديرين ونادي بوراتس بانيا لوكا.

## وصلات خارجية
- ديان لوكيتش على موقع قاعدة بيانات كرة القدم.إي يو (الإنجليزية)
- ديان لوكيتش على موقع عالم كرة القدم.نت (الإنجليزية)